# Masa enriquecida

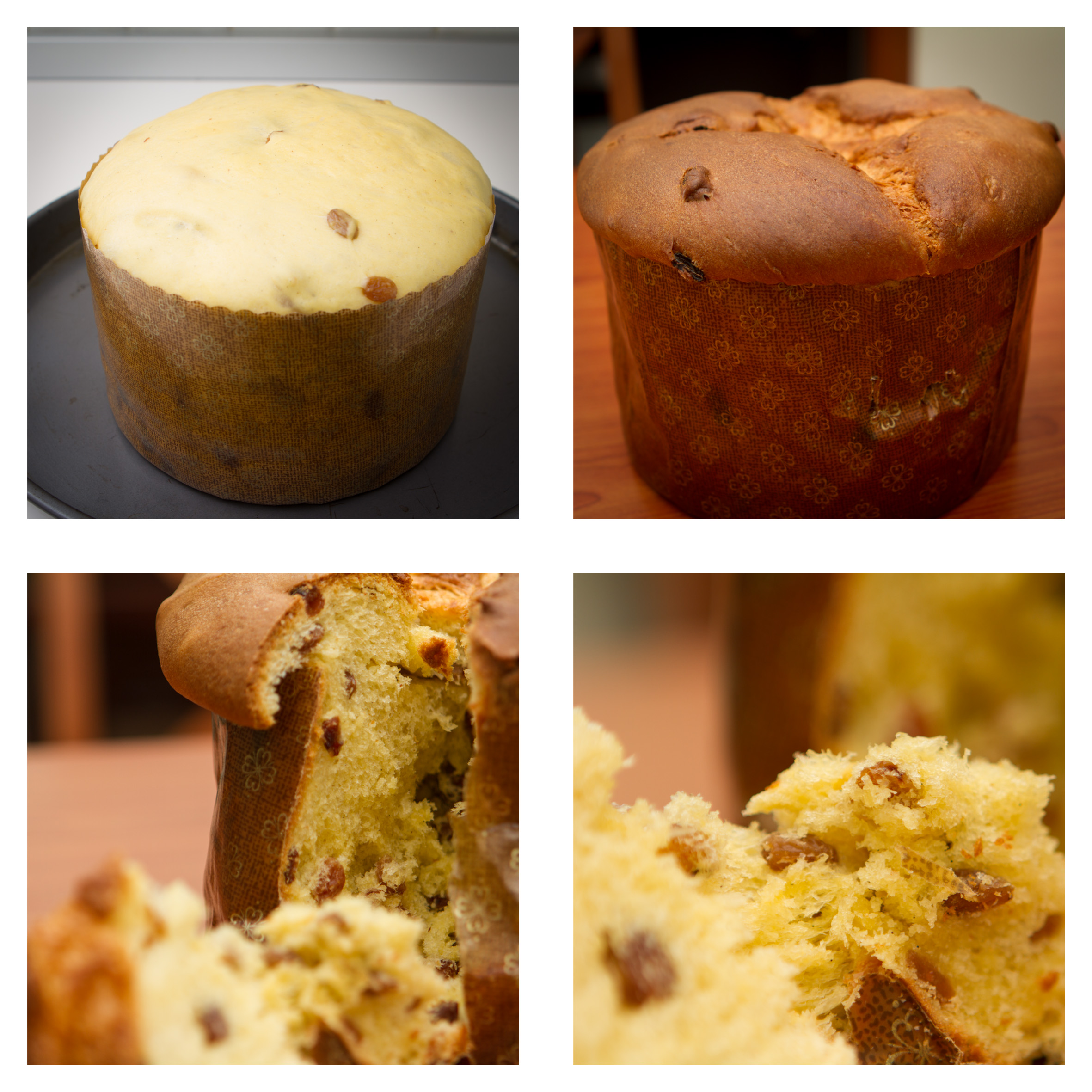
El panettone es un clásico pan enriquecido.

En panadería, una masa enriquecida es aquella que incorpora ingredientes grasos (aceite o mantequilla), lácteos, azúcar y huevos, lo que le confiere a los panes una textura más esponjosa y tierna, una corteza más fina y blanda y un sabor dulce y mantecoso. La mayoría de la bollería (croissants, donuts, palmeras, etc.) se elabora con masas enriquecidas. Los ejemplos más famosos de panes de masa enriquecida son el roscón de Reyes, la brioche francesa, el pan de muerto mexicano, el jalá hebreo, el panettone italiano, el rollo de canela escandinavo, la telera dominicana... por mencionar algunos.
Un pan normal (‘no-enriquecido’) contiene harina, agua, sal y levadura. La adición de más ingredientes cambia el proceso de elaboración así como las propiedades de la masa. Por ejemplo, cuanto más enriquecida esté una masa, menor va a ser el tiempo de fermentación, pues de otro modo las moléculas de almidón de la harina se demoran más en descomponerse en azúcar; o bien prefermentarse la harina, ya que los lípidos impiden la acción leudante. Asimismo, se requiere una harina de fuerza media alta o alta que sea capaz de integrar todos los ingredientes. 
La masa enriquecida contiene, al menos, un 20% de materia grasa; en cuanto a lácteos, el más típico es la leche entera, aunque también son igualmente habituales el yogur o la nata; los huevos aportan a la miga una textura de bizcocho; etc.
A diferencia de España, en América Latina los panes enriquecidos son la norma. Así lo señala el investigador culinario venezolano Juan Carlos Bruzual: «Es una particularidad de la panadería criolla... esta panadería más especiada, más aliñada, intervenida por queso, huevos, leche, dulce... esa panadería es la que nos distingue frente a la panadería mundial».